# 愛知アドバンス
愛知アドバンス（あいちアドバンス）は、愛知県碧南市にある軟式野球の女子チームである。また、ジュニアチーム（愛知アドバンスジュニア）も擁する。

## 概要
1994年、前年の豊田工機（現ジェイテクト）女子軟式野球部が廃止したのを受けて同部監督だった榊原和成がOGを集めて設立した。
愛知アドバンスは全国女子軟式野球統一王座決定戦・ジャパンカップ歴代最多7回他、全国タイトルを歴代最多計19回獲得している。また、愛知アドバンスジュニアは全国タイトルを1回（全国高等学校女子軟式野球選手権大会）獲得している。

## 主な獲得タイトル
- 愛知アドバンス
  - 全国女子軟式野球統一王座決定戦・ジャパンカップ 優勝7回（1999年、2000年、2001年、2002年、2006年、2009年、2018年）
  - 全日本女子軟式野球選手権大会 優勝:8回（1999年、2000年、2001年、2002年、2005年、2006年、2009年、2018年）
  - 全国女子軟式野球選抜交流碧南大会 優勝:4回（2006年、2007年、2009年、2018年）

- 愛知アドバンスジュニア
  - 全国高等学校女子軟式野球選手権大会 優勝:1回（2016年）